# Herdmania polyducta
Herdmania polyducta is een zakpijpensoort uit de familie van de Pyuridae. De wetenschappelijke naam van de soort is, als Pyura polyducta, voor het eerst geldig gepubliceerd in 1989 door het echtpaar Claude en Françoise Monniot.